# Vícerozměrná interpolace
Vícerozměrná interpolace, numerická analýza nebo prostorová interpolace je interpolace funkce o více než jedné proměnné.
Tato funkce musí být interpolována na předem známých bodech {\displaystyle (x_{i},y_{i},z_{i},\dots )} a proto problémy při interpolaci nastávají při přiřazování hodnot na libovolné body {\displaystyle (x,y,z,\dots )}.

## Pravidelná mřížka
Pro funkční hodnoty známé na pravidelné mřížce (předem nemusí být nutně jednotná) jsou tyto metody k dispozici.

### Jakýkoliv rozměr
- interpolace nejbližší soused

### Dvourozměrné
- Barnes interpolace
- Bilineární interpolace
- Bikubická interpolace
- Bézierova plocha
- Lanczos převzorkování
- Delaunay triangulace
- Metoda vážené inverzní vzdálenosti
- Kriging
- Přírodní soused
- ABOS
- Interpolace křivek

Bitmap převzorkování je aplikace 2D vícerozměrné interpolace ve Zpracování obrazu
Tři z metod aplikované na stejném datasetu, 16 hodnot umístěných v černých tečkách. Barvy reprezentují interpolované hodnoty.

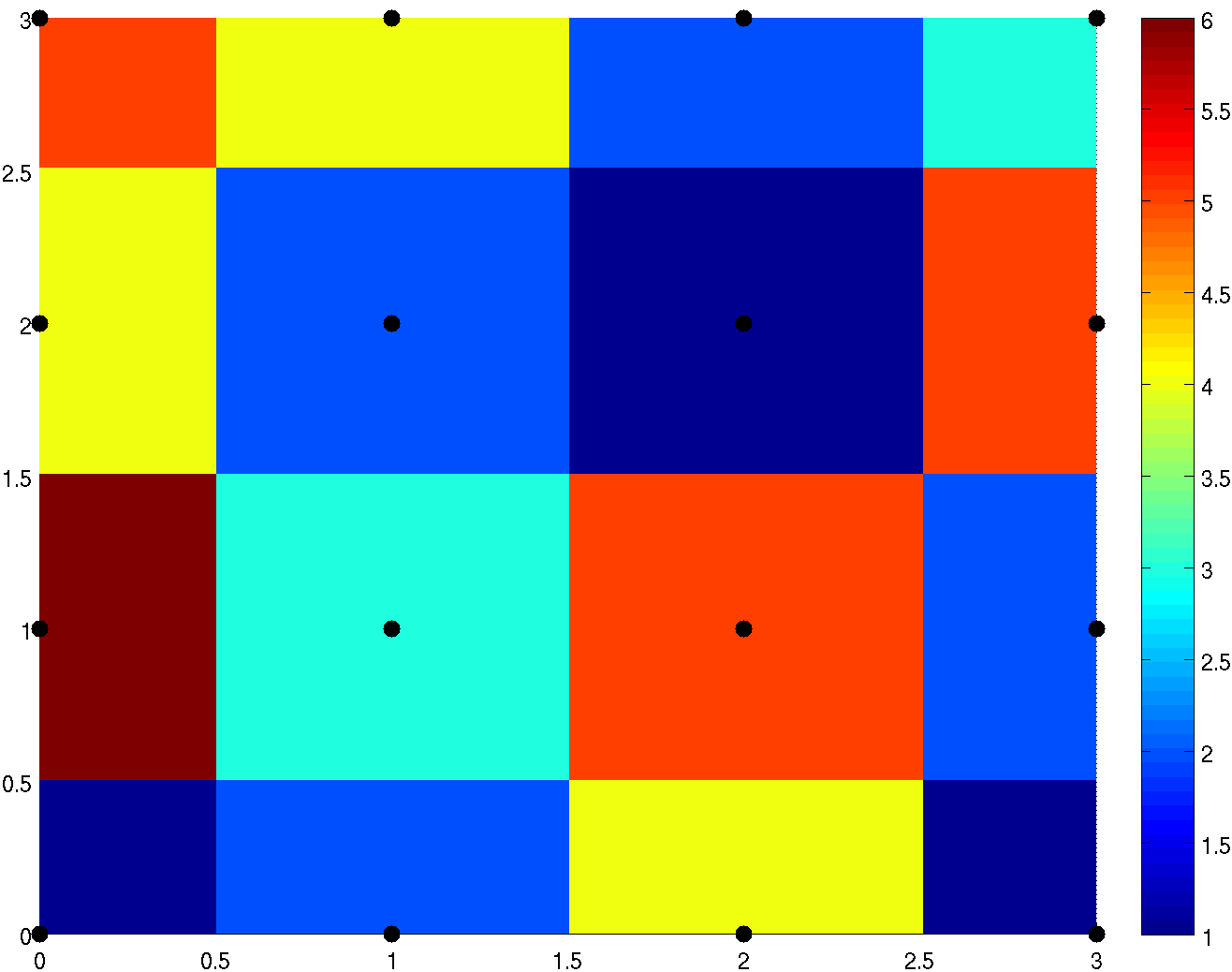
Nejbližší soused
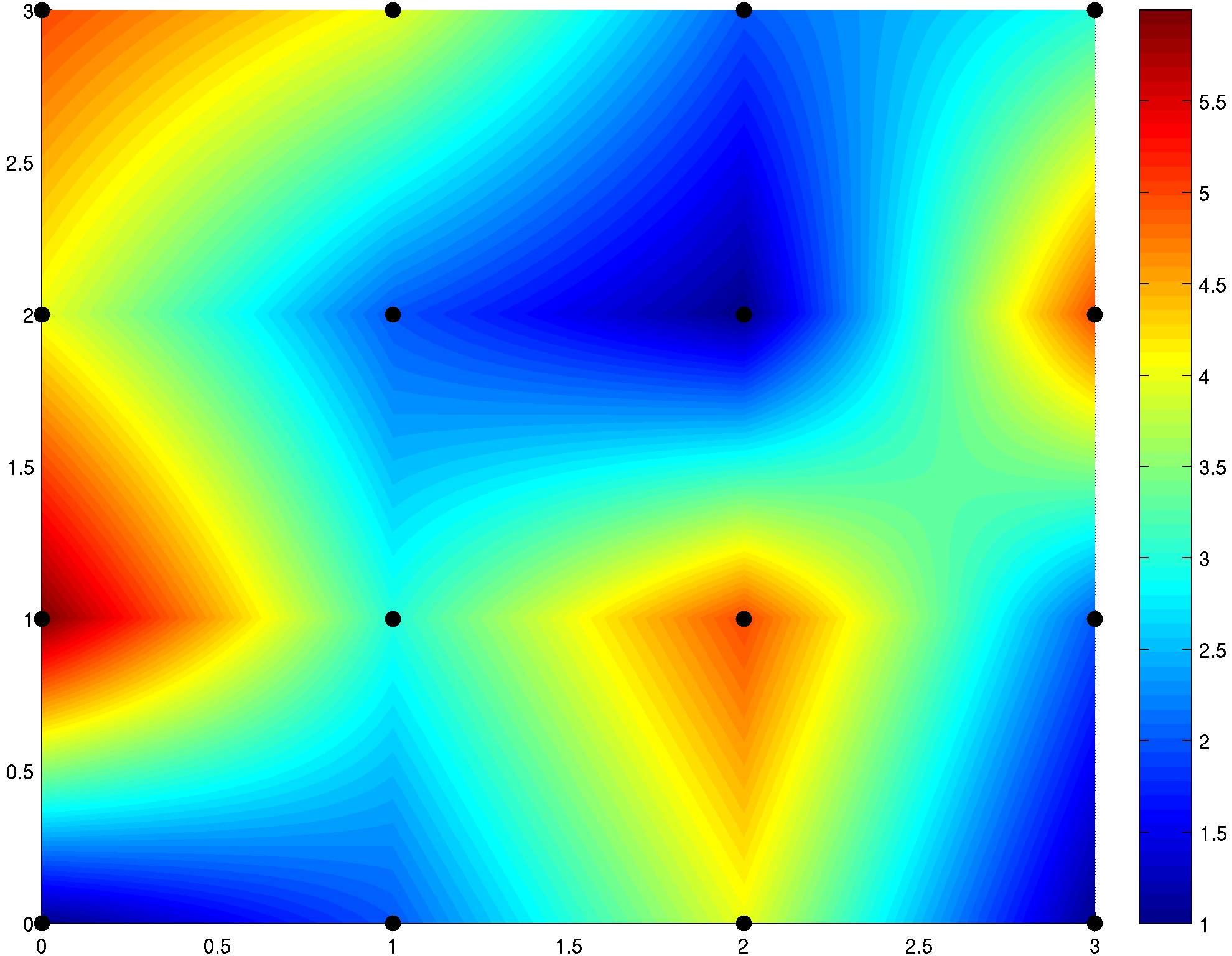
Bilineární
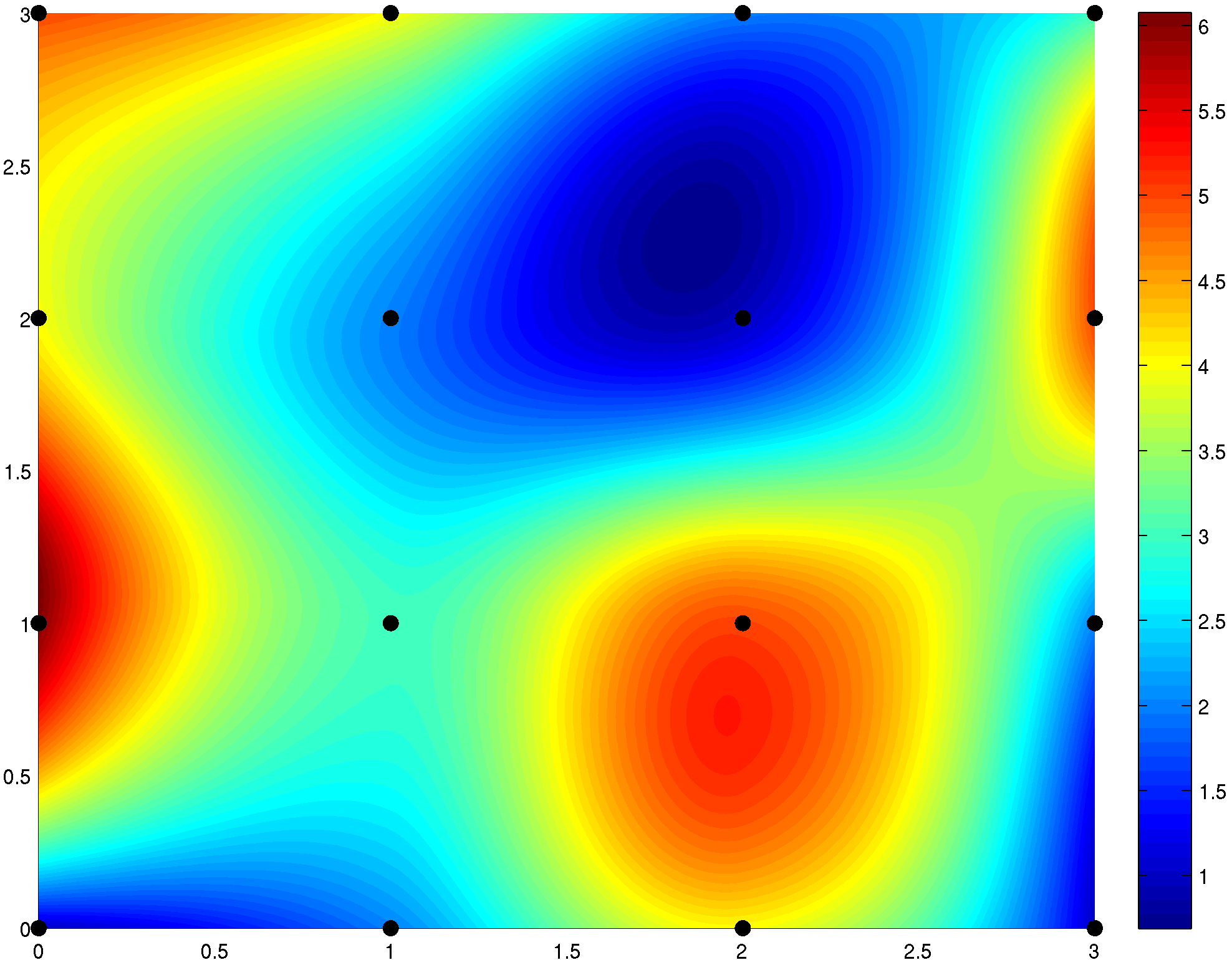
Bikubická

### Trojrozměrné
- Trilineární interpolace
- Trikubická interpolace

### Tensor product splines proNrozměrů
Catmull-Rom křivky mohou být lehce generalizovány na jakékoliv číslo rozměru.
Článek Hermitova kubika Vám připomene, že {\displaystyle \mathrm {CINT} _{x}(f_{-1},f_{0},f_{1},f_{2})=\mathbf {b} (x)\cdot \left(f_{-1}f_{0}f_{1}f_{2}\right)} pro nějaký 4-vektor {\displaystyle \mathbf {b} (x)} který je funkcí samostatného x kde {\displaystyle f_{j}} je hodnota na {\displaystyle j} funkce, která má být interpolována. Přepis této aproximace jako
{\displaystyle \mathrm {CR} (x)=\sum _{i=-1}^{2}f_{i}b_{i}(x)}
Tento vzorec může být přímo generalizován na N rozměrů
{\displaystyle \mathrm {CR} (x_{1},\dots ,x_{N})=\sum _{i_{1},\dots ,i_{N}=-1}^{2}f_{i_{1}\dots i_{N}}\prod _{j=1}^{N}b_{i_{j}}(x_{j})}
Všimněte si, že podobné generalizace mohou být i u jiných typů interpolací, včetně Hermitovy křivky. V souvislosti s účinností obecného vzorce může být ve skutečnosti vypočítána jako složení po sobě jdoucích {\displaystyle \mathrm {CINT} }- typů operací pro některé typy tensor product splines, jak je uvedeno v článku tricubic interpolation.
Nicméně faktem je, že pokud existuje {\displaystyle n} podmínek v 1rozměrné {\displaystyle \mathrm {CR} } jako sumační, pak tam bude {\displaystyle n^{N}} pojmů v {\displaystyle N}rozměrném složení.

## Nepravidelná mřížka (roztroušená data)
Schémata definována pro roztroušená data na nepravidelné mřížce by všechna měla pracovat na pravidelné mřížce, většinou redukující na jinou známou metodu.
- Interpolace nejbližší soused
- Trojúhelníková nepravidelná síť-založeno na Přirodní soused co??
- Trojúhelníková nepravidelná síť-založeno na Lineární interpolace
- Metoda vážené inverzní vzdálenosti
- Kriging
- Radiální bázové funkce
- Thin plate spline